# TNA World Heavyweight Championship (2020-2021)
Le TNA World Heavyweight Championship était un championnat créé par la fédération de catch américaine Impact Wrestling.

## Histoire
Impact Wrestling était à l'origine connue comme étant la Total Nonstop Action Wrestling (TNA). La promotion était affiliée à la  National Wrestling Alliance (NWA), et contrôlait le booking du NWA World Heavyweight Championship. En 2007, le partenariat entre TNA et NWA se termine et la TNA indroduisit donc le TNA World Heavyweight Championship,. TNA changea son nom en mars 2017, devenant Impact Wrestling, le championnat changea son nom pour s'accorder à ce nouveau nom.
En 2020, Impact commença une storyline au cours de laquelle Moose s'auto-proclama "Mr. TNA," clamant être le visage de l'histoire de la compagnie en battant successivement d'anciennes stars de la TNA comme Rob Van Dam, Rhino, Tommy Dreamer, Hernandez. Lors de la deuxième partie de Rebellion (enregistré le 8 et 10 avril diffusé le 28 avril), Moose bat Hernandez et Michael Elgin lors d'un triple threat match qui était originellement prévu comme étant un match avec pour enjeu l'Impact World Championship, mais la championne en titre Tessa Blanchard était absente en raison de la pandémie de COVID-19. Après le match, Moose présenta une ceinture représentant l'ancien design du TNA World Heavyweight Championship et se déclara champion. Impact n'a pas reconnu le titre, cependant, Moose défendit quand même sa ceinture à plusieurs reprises.
Le 23 février 2021 à Impact!, le Vice Président Scott D'Amore déclara que le championnat de Moose était maintenant un titre officiel et indépendant de l'Impact World Championship, Moose étant déclaré premier champion. D'Amore annonça que le champion du monde d'Impact Rich Swann affrontera le TNA World Heavyweight Champion Moose lors d'un match d'unification le 13 mars lors de Sacrifice pour déterminer qui sera l'undisputed world champion. Lors de Sacrifice, Swann remporta le match et unifia les deux championnats, le TNA World Heavyweight Championship fut désactivé tandis que l'Impact World Championship fut brièvement appelé Impact Undisputed Championship, Swann portant brièvement les deux ceintures[réf. nécessaire].

## Règnes
| N° | Champions  | Nombre de règnes | Date            | Durée    | Lieu                      | Évènement          | Notes                                                                                            | Ref |
| -- | ---------- | ---------------- | --------------- | -------- | ------------------------- | ------------------ | ------------------------------------------------------------------------------------------------ | --- |
| -  | Moose      | -                | 8-10 avril 2020 | 319-321  | Nashville, Tennessee, USA | Rebellion (nuit 2) | Ce règne n'est pas reconnu par Impact Wrestling, le titre n'étant pas officiel lors de ce règne. |     |
| 1  | Moose      | 1                | 23 février 2021 | 18 jours | Nashville, Tennessee, USA | Impact Wrestling   |                                                                                                  |     |
| 2  | Rich Swann | 1                | 13 mars 2021    | 1        | Nashville, Tennessee, USA | Sacrifice (2021)   | Le titre de champion du monde d'Impact de Rich Swann était également en jeu.                     |     |
|    | Unifié     |                  | 13 mars 2021    |          |                           |                    | Le TNA World Heavyweight Championship est unifié avec le Impact World Championship.              |     |